# Нікольське (Жуковський район)
Нікольське (рос. Никольское) — село в Жуковському районі Калузької області Російської Федерації.
Населення становить 7 осіб. Входить до складу муніципального утворення Присілок Чубарово.

## Історія
Від 2004 року входить до складу муніципального утворення Присілок Чубарово

## Населення
| 2002 | 2010 |
| ---- | ---- |
| 13   | ↘7   |